# Mistrzostwa CONCACAF U-20 w Piłce Nożnej 2024
Mistrzostwa Ameryki Północnej U-20 w Piłce Nożnej 2024 – trzydziesty turniej Mistrzostw CONCACAF U-20. Po raz piąty wydarzenie to rozgrywane było w Meksyku. Rozpoczęło się ono 20 lipca, a zakończyło 4 sierpnia 2024 roku.
W turnieju mogli wystąpić jedynie zawodnicy, którzy nie ukończyli 20 roku życia.

## Zakwalifikowane zespoły
Do finałowego turnieju zakwalifikowało się 12 drużyn. Oprócz sześciu najwyżej sklasyfikowanych w rankingu reprezentacji, które miały zapewniony start jako drużyny rozstawione, 6 innych zespołów uzyskało kwalifikację poprzez eliminacje.
| Reprezentacja          | Sposób kwalifikacji | Ostatni występ | Najlepszy wynik                                                                            | Wynik        |
| ---------------------- | ------------------- | -------------- | ------------------------------------------------------------------------------------------ | ------------ |
| Stany Zjednoczone U-20 | rozstawienie        | 2022           | Mistrzostwo (2017, 2018, 2022)                                                             | II miejsce   |
| Honduras U-20          | rozstawienie        | 2022           | Mistrzostwo (1982, 1994)                                                                   | Ćwierćfinał  |
| Meksyk U-20            | rozstawienie        | 2022           | Mistrzostwo (1962, 1970, 1973, 1974, 1976, 1978, 1980, 1984, 1990, 1992, 2011, 2013, 2015) | Mistrz       |
| Panama U-20            | rozstawienie        | 2022           | II miejsce (2015)                                                                          | Półfinał     |
| Kostaryka U-20         | rozstawienie        | 2022           | Mistrzostwo (1988, 2009)                                                                   | Ćwierćfinał  |
| Dominikana U-20        | rozstawienie        | 2022           | II miejsce (2022)                                                                          | Faza grupowa |
| Kuba U-20              | Zwycięzca Grupy A   | 2022           | II miejsce (1970, 1974)                                                                    | Półfinał     |
| Salwador U-20          | Zwycięzca Grupy B   | 2022           | Mistrzostwo (1964)                                                                         | Faza grupowa |
| Gwatemala U-20         | Zwycięzca Grupy C   | 2022           | II miejsce (1962, 1973)                                                                    | Ćwierćfinał  |
| Kanada U-20            | Zwycięzca Grupy D   | 2022           | Mistrzostwo (1986, 1996)                                                                   | Ćwierćfinał  |
| Haiti U-20             | Zwycięzca Grupy E   | 2022           | II runda/1/8 finału (1978/2022)                                                            | Faza grupowa |
| Jamajka U-20           | Zwycięzca Grupy F   | 2022           | III miejsce (1970)                                                                         | Faza grupowa |

## Losowanie
Losowanie grup turnieju odbyło się w Miami 11 kwietnia 2024 o 17:00 CET.
| Koszyk I               | Koszyk II       | Koszyk III     | Koszyk IV    |
| ---------------------- | --------------- | -------------- | ------------ |
| Stany Zjednoczone U-20 | Panama U-20     | Gwatemala U-20 | Jamajka U-20 |
| Honduras U-20          | Kostaryka U-20  | Salwador U-20  | Haiti U-20   |
| Meksyk U-20            | Dominikana U-20 | Kuba U-20      | Kanada U-20  |

## Miasta i stadiony
Trzy stadiony w trzech miastach były gospodarzami turnieju.
| Celaya                       | Irapuato                   | León              |
| ---------------------------- | -------------------------- | ----------------- |
| Estadio Miguel Alemán Valdés | Estadio Sergio León Chávez | Estadio León      |
| Pojemność: 23 182            | Pojemność: 25 000          | Pojemność: 31 297 |
|                              |                            |                   |
| CelayaIrapuatoLeón           |                            |                   |

## Faza grupowa
Na podstawie:
Legenda
|  | Awans do fazy pucharowej. |

Gdy dwie lub więcej drużyn zakończy fazę grupową z taką samą liczbą punktów, o kolejności w tabeli decyduje:
1. bilans bramkowy
2. liczba goli zdobytych w fazie grupowej;
3. punkty zdobyte w meczach pomiędzy danymi drużynami;
4. różnica bramek w meczach pomiędzy danymi drużynami;
5. zdobyte bramki w meczach pomiędzy danymi drużynami;
6. klasyfikacja fair play;
7. losowanie.

Pogrubieniem oznaczono drużyny, które wywalczyły awans do półfinału.

### Grupa A
| Lp. | Drużyna                | M | Mecze | Mecze | Mecze | Bramki | Bramki | Bramki | Pkt |
| Lp. | Drużyna                | M | W     | R     | P     | +      | −      | +/−    | Pkt |
| --- | ---------------------- | - | ----- | ----- | ----- | ------ | ------ | ------ | --- |
| 1.  | Stany Zjednoczone U-20 | 3 | 3     | 0     | 0     | 14     | 0      | +14    | 9   |
| 2.  | Kostaryka U-20         | 3 | 1     | 1     | 1     | 4      | 2      | +2     | 4   |
| 3.  | Kuba U-20              | 3 | 1     | 1     | 1     | 4      | 5      | −1     | 4   |
| 4.  | Jamajka U-20           | 3 | 0     | 0     | 3     | 0      | 15     | −15    | 0   |

| 20 lipca 2024 01:06 CEST | Kostaryka U-20 · Cruz 52' | 1:1(0:1)Raport | Kuba U-20 · 8' Rodríguez | Estadio Miguel Alemán Valdés, Celaya Sędzia: Myriam Marcotte |
|                          |                           |                |                          |                                                              |

| 20 lipca 2024 04:06 CEST | Stany Zjednoczone U-20 · Vazquez 2', 3' · Soma 16', 20' · Medina 39' · Zambrano 54' · Ramos 67' · Berchimas 77' · Tsakiris 90+1' | 9:0(5:0)Raport | Jamajka U-20 | Estadio Miguel Alemán Valdés, Celaya Sędzia: Adonis Carrasco |
|                          | |                |              |                                                              |

| 23 lipca 2024 01:06 CEST | Jamajka U-20 | 0:3(0:0)Raport | Kostaryka U-20 · 50' Montero · 57', 83' Rojas | Estadio Miguel Alemán Valdés, Celaya Sędzia: Fernando Hernández |
|                          |              |                |                                               |                                                                 |

| 23 lipca 2024 04:06 CEST | Kuba U-20 | 0:4(0:2)Raport | Stany Zjednoczone U-20 · 15' Kohler · 26' Gozo · 58' Habroune · 90+1' Zambrano | Estadio Miguel Alemán Valdés, Celaya Sędzia: Filip Dujic |
|                          |           |                |                                                                                |                                                          |

| 26 lipca 2024 22:06 CEST | Kuba U-20 · Camejo 35' · D. Pérez 42' · K. Pérez 86' | 3:0(2:0)Raport | Jamajka U-20 | Estadio León, León Sędzia: Karen Hernández |
|                          |                                                      |                |              |                                            |

| 27 lipca 2024 02:30 CEST | Stany Zjednoczone U-20 · Tsakiris 37' | 1:0(1:0)Raport | Kostaryka U-20 | Estadio León, León Sędzia: Jefferson Escobar |
|                          |                                       |                |                |                                              |

### Grupa B
| Lp. | Drużyna         | M | Mecze | Mecze | Mecze | Bramki | Bramki | Bramki | Pkt |
| Lp. | Drużyna         | M | W     | R     | P     | +      | −      | +/−    | Pkt |
| --- | --------------- | - | ----- | ----- | ----- | ------ | ------ | ------ | --- |
| 1.  | Honduras U-20   | 3 | 2     | 1     | 0     | 11     | 5      | +6     | 7   |
| 2.  | Kanada U-20     | 3 | 2     | 1     | 0     | 5      | 3      | +2     | 7   |
| 3.  | Salwador U-20   | 3 | 1     | 0     | 2     | 3      | 6      | −3     | 3   |
| 4.  | Dominikana U-20 | 3 | 0     | 0     | 3     | 2      | 7      | −5     | 0   |

| 21 lipca 2024 01:06 CEST | Dominikana U-20 | 0:1(0:0)Raport | Salwador U-20 · 62' Argueta | Estadio Sergio León Chávez, Irapuato Sędzia: Fernando Morón |
|                          |                 |                |                             |                                                             |

| 21 lipca 2024 04:06 CEST | Honduras U-20 · Villatoro 55' · Osorto 90+4' | 2:2(0:2)Raport | Kanada U-20 · 17' López · 43' Morgan | Estadio Sergio León Chávez, Irapuato Sędzia: Kwinsi Williams |
|                          |                                              |                |                                      |                                                              |

| 24 lipca 2024 01:06 CEST | Kanada U-20 · Ciccarelli 86' | 1:0(0:0)Raport | Dominikana U-20 | Estadio Sergio León Chávez, Irapuato Sędzia: David Gómez |
|                          |                              |                |                 |                                                          |

| 24 lipca 2024 04:06 CEST | Salwador U-20 · Díaz 40' | 1:4(1:1)Raport | Honduras U-20 · 45+1' (sam.) Guardado · 53' Moncada · 66', 84' Tatúm | Estadio Sergio León Chávez, Irapuato Sędzia: Cristopher Corado |
|                          |                          |                |                                                                      |                                                                |

| 27 lipca 2024 00:06 CEST | Salwador U-20 · Castillo 77' | 1:2(0:1)Raport | Kanada U-20 · 21' López · 90+3' Bunbury | Estadio Sergio León Chávez, Irapuato Sędzia: Fernando Morón |
|                          |                              |                |                                         |                                                             |

| 27 lipca 2024 04:30 CEST | Honduras U-20 · Ponce 13' · Paguada 44', 76' · Vásquez 90' · Martínez 90+2' | 5:2(2:0)Raport | Dominikana U-20 · 86' Roces · 90+3' Concepción | Estadio Sergio León Chávez, Irapuato Sędzia: Hakeem Harvey |
|                          |                                                                             |                |                                                |                                                            |

### Grupa C
| Lp. | Drużyna        | M | Mecze | Mecze | Mecze | Bramki | Bramki | Bramki | Pkt |
| Lp. | Drużyna        | M | W     | R     | P     | +      | −      | +/−    | Pkt |
| --- | -------------- | - | ----- | ----- | ----- | ------ | ------ | ------ | --- |
| 1.  | Meksyk U-20    | 3 | 2     | 1     | 0     | 7      | 2      | +5     | 7   |
| 2.  | Panama U-20    | 3 | 2     | 1     | 0     | 7      | 2      | +5     | 7   |
| 3.  | Gwatemala U-20 | 3 | 1     | 0     | 2     | 6      | 6      | 0      | 3   |
| 4.  | Haiti U-20     | 3 | 0     | 0     | 3     | 2      | 12     | −10    | 0   |

| 22 lipca 2024 00:06 CEST | Panama U-20 · Herbert 5' · Herrera 35', 38' | 3:0(3:0)Raport | Gwatemala U-20 | Estadio Sergio León Chávez, Irapuato Sędzia: Hakeem Harvey |
|                          |                                             |                |                |                                                            |

| 22 lipca 2024 03:06 CEST | Meksyk U-20 · Padilla 12' · Jurado 72' · Biscayzacú 78' · Morales 90+6' | 4:0(1:0)Raport | Haiti U-20 | Estadio Sergio León Chávez, Irapuato Sędzia: Filiberto Martínez |
|                          |                                                                         |                |            |                                                                 |

| 25 lipca 2024 01:06 CEST | Haiti U-20 · Destin 86' | 1:3(0:3)Raport | Panama U-20 · 16' Herrera · 32' Walters · 45+7' Mosquera | Estadio Sergio León Chávez, Irapuato Sędzia: Crystal Sobers |
|                          |                         |                |                                                          |                                                             |

| 25 lipca 2024 04:06 CEST | Gwatemala U-20 · Sagastume 56' | 1:2(0:2)Raport | Meksyk U-20 · 29' Méndez · 45+4' Domínguez | Estadio Sergio León Chávez, Irapuato Sędzia: Victor Rivas |
|                          |                                |                |                                            |                                                           |

| 28 lipca 2024 01:06 CEST | Gwatemala U-20 · Escobar 17', 26', 48' · Evans 38' · Ávila 45+1' | 5:1(4:0)Raport | Haiti U-20 · 55' Destin | Estadio Sergio León Chávez, Irapuato Sędzia: Filiberto Martínez |
|                          |                                                                  |                |                         |                                                                 |

| 27 lipca 2024 04:06 CEST | Meksyk U-20 · Carrillo 90' | 1:1(0:1)Raport | Panama U-20 · 16' Saldaña | Estadio Sergio León Chávez, Irapuato Sędzia: Kwinsi Williams |
|                          |                            |                |                           |                                                              |

### Klasyfikacja III miejsc
| Lp. | Drużyna        | M | Mecze | Mecze | Mecze | Bramki | Bramki | Bramki | Pkt |
| Lp. | Drużyna        | M | W     | R     | P     | +      | −      | +/−    | Pkt |
| --- | -------------- | - | ----- | ----- | ----- | ------ | ------ | ------ | --- |
| A.  | Kuba U-20      | 3 | 1     | 1     | 1     | 4      | 5      | −1     | 4   |
| C.  | Gwatemala U-20 | 3 | 1     | 0     | 2     | 6      | 6      | 0      | 3   |
| B.  | Salwador U-20  | 3 | 1     | 0     | 2     | 3      | 6      | −3     | 3   |

## Faza pucharowa
W fazie pucharowej uczestniczyło 12 zespołów, które awansowały z fazy grupowej. Ta część rywalizacji składała się z trzech rund, w każdej rundzie odpadała połowa drużyn. Po wyłonieniu czterech najlepszych drużyn turnieju, rozegrane zostały półfinały. Zwycięzcy zagrają o tytuł mistrzowski. W każdym ze spotkań fazy pucharowej mecz zakończony w regulaminowym czasie remisem musiał być rozstrzygnięty poprzez trzydziestominutową dogrywkę. Jeżeli wynik nadal pozostawał nierozstrzygnięty, następowała seria rzutów karnych.
|  |                        |                        |                    |                    |   |                        |                        |          |  |  |       |       |       |
|  | Ćwierćfinał            | Ćwierćfinał            | Ćwierćfinał        |                    |   | Półfinał               | Półfinał               | Półfinał |  |  | Finał | Finał | Finał |
|  | Ćwierćfinał            | Ćwierćfinał            | Ćwierćfinał        |                    |   | Półfinał               | Półfinał               | Półfinał |  |  | Finał | Finał | Finał |
|  | 30 lipca, Celaya       |                        |                    |                    |   |                        |                        |          |  |  |       |       |       |
|  |                        |                        |                    |                    |   |                        |                        |          |  |  |       |       |       |
|  | Stany Zjednoczone U-20 | Stany Zjednoczone U-20 | 1                  |                    |   |                        |                        |          |  |  |       |       |       |
|  | Stany Zjednoczone U-20 | Stany Zjednoczone U-20 | 1                  | 2 sierpnia, Celaya |   |                        |                        |          |  |  |       |       |       |
|  | Gwatemala U-20         | Gwatemala U-20         | 0                  |                    |   |                        |                        |          |  |  |       |       |       |
|  | Gwatemala U-20         | Gwatemala U-20         | 0                  |                    |   | Stany Zjednoczone U-20 | Stany Zjednoczone U-20 | 2        |  |  |       |       |       |
|  | 30 lipca, Celaya       |                        |                    |                    |   | Stany Zjednoczone U-20 | Stany Zjednoczone U-20 | 2        |  |  |       |       |       |
|  |                        |                        | Panama U-20        | Panama U-20        | 1 |                        |                        |          |  |  |       |       |       |
|  | Panama U-20            | Panama U-20            | Panama U-20        | Panama U-20        | 1 | 2                      |                        |          |  |  |       |       |       |
|  | Panama U-20            | Panama U-20            |                    |                    |   | 2                      | 4 sierpnia, Celaya     |          |  |  |       |       |       |
|  | Kanada U-20            | Kanada U-20            | 1                  |                    |   |                        |                        |          |  |  |       |       |       |
|  | Kanada U-20            | Kanada U-20            | 1                  |                    |   | Stany Zjednoczone U-20 | Stany Zjednoczone U-20 | 1        |  |  |       |       |       |
|  | 31 lipca, Irapuato     |                        |                    |                    |   | Stany Zjednoczone U-20 | Stany Zjednoczone U-20 | 1        |  |  |       |       |       |
|  |                        |                        | Meksyk U-20        | Meksyk U-20        | 2 |                        |                        |          |  |  |       |       |       |
|  | Honduras U-20          | Honduras U-20          | Meksyk U-20        | Meksyk U-20        | 2 | 1(3)                   |                        |          |  |  |       |       |       |
|  | Honduras U-20          | Honduras U-20          | 2 sierpnia, Celaya |                    |   | 1(3)                   |                        |          |  |  |       |       |       |
|  | Kuba U-20              | Kuba U-20              | 1(5)               |                    |   |                        |                        |          |  |  |       |       |       |
|  | Kuba U-20              | Kuba U-20              | 1(5)               |                    |   | Kuba U-20              | Kuba U-20              | 0        |  |  |       |       |       |
|  | 31 lipca, Irapuato     |                        |                    |                    |   | Kuba U-20              | Kuba U-20              | 0        |  |  |       |       |       |
|  |                        |                        | Meksyk U-20        | Meksyk U-20        | 2 |                        |                        |          |  |  |       |       |       |
|  | Meksyk U-20            | Meksyk U-20            | Meksyk U-20        | Meksyk U-20        | 2 | 2                      |                        |          |  |  |       |       |       |
|  | Meksyk U-20            | Meksyk U-20            |                    |                    |   |                        |                        |          |  |  |       |       |       |
|  | Kostaryka U-20         | Kostaryka U-20         | 1                  |                    |   |                        |                        |          |  |  |       |       |       |
|  | Kostaryka U-20         | Kostaryka U-20         | 1                  |                    |   |                        |                        |          |  |  |       |       |       |

### Ćwierćfinały
| 30 lipca 2024 23:06 CEST | Stany Zjednoczone U-20 · Ramos 49' | 1:0(0:0)Raport | Gwatemala U-20 | Estadio León, León Sędzia: Fernando Hernández |
|                          |                                    |                |                |                                               |

| 31 lipca 2024 04:06 CEST | Panama U-20 · Mosquera 68' · Modelo 95' | 2:1 dogr.(0:0, 1:1, 2:1)Raport | Kanada U-20 · 78' López | Estadio León, León Sędzia: Hakeem Harvey |
|                          |                                         |                                |                         |                                          |

| 1 sierpnia 2024 01:06 CEST | Meksyk U-20 · Sánchez 39' · Morales 83' | 2:1(1:1)Raport | Kostaryka U-20 · 29' Montero | Estadio Sergio León Chávez, Irapuato Sędzia: Christopher Corrado |
|                            |                                         |                |                              |                                                                  |

| 1 sierpnia 2024 04:06 CEST            | Honduras U-20 · Tatúm 79' | 1:1 k. 3:5(0:0, 1:1, 1:1)Raport          | Kuba U-20 · 60' Rodríguez | Estadio Sergio León Chávez, Irapuato Sędzia: Adonis Carrasco |
|                                       |                           |                                          |                           |                                                              |
|                                       |                           | Rzuty karne                              |                           |                                                              |
| Vásquez · Villatoro · Cruz · Martínez |                           | Pérez · Mena · Torres · Camejo · Reinoso |                           |                                                              |

### Półfinały
| 2 sierpnia 2024 23:06 CEST | Stany Zjednoczone U-20 · Vazquez 40' · Raines 86' | 2:1(1:0)Raport | Panama U-20 · 72' Mosquera | Estadio León, León Sędzia: David Gómez |
|                            |                                                   |                |                            |                                        |

| 3 sierpnia 2024 04:06 CEST | Kuba U-20 | 0:2(0:2)Raport | Meksyk U-20 · 4' Levy · 7' Ochoa | Estadio León, León Sędzia: Filip Dujic |
|                            |           |                |                                  |                                        |

### Finał
| 4 sierpnia 2024 23:06 CEST | Stany Zjednoczone U-20 · Berchimas 52' | 1:2 dogr.(0:0, 1:1, 1:1)Raport | Meksyk U-20 · 90+7' Levy · 120+1' Ochoa | Estadio León, León Sędzia: Kwinsi Williams |
|                            |                                        |                                |                                         |                                            |

## Strzelcy
Bramki z serii rzutów karnych nie są wliczane do klasyfikacji strzelców.

### 3 gole
- Olger Escobar
- Anfronit Tatúm
- Santiago López
- Gustavo Herrera
- Rafael Mosquera
- David Vazquez

### 2 gole
- Bryan Destin
- Didier Paguada
- Claudio Montero
- Andy Rojas
- Samuel Rodríguez
- Amaury Morales
- Nimfasha Berchimas
- Ruben Ramos
- Pedro Soma
- Nikolas Tsakiris
- Marcos Zambrano

### 1 gol
- Elian Concepción
- Javier Roces
- Jefry Martínez
- Dereck Moncada
- Roberto Osorto
- Justin Ponce
- Ángel Villatoro
- Mathias Vásquez
- Marvin Ávila
- Matthew Evans
- Selvin Sagastume
- Mataeo Bunbury
- Tavio Ciccarelli
- Myles Morgan
- Esteban Cruz
- Michael Camejo
- David Pérez
- Karel Pérez
- Xavier Biscayzacú
- Stephano Carrillo
- Alexei Domínguez
- Heriberto Jurado
- Mateo Levy
- Francisco Méndez
- Aimar Modelo
- Diego Ochoa
- Yael Padilla
- Diego Sánchez
- Giovany Herbert
- Allan Saldaña
- Kairo Walters
- Christopher Argueta
- Francis Castillo
- Nelson Díaz
- Zavier Gozo
- Taha Habroune
- Ethan Kohler
- Cruz Medina
- Brooklyn Raines

### Gole samobójcze
- Diego Guardado (dla  Hondurasu)

## Klasyfikacja końcowa
Uwaga! Mecz w fazie pucharowej zakończony serią rzutów karnych uznaje się jako remis i obu drużynom przypisuje się po 1 punkcie.
| Miejsce                        | Reprezentacja          | Punkty | Bramki +/− | Bramki zdobyte |
| ------------------------------ | ---------------------- | ------ | ---------- | -------------- |
| Strefa medalowa                |                        |        |            |                |
| złoto                          | Meksyk U-20            | 16     | +9         | 13             |
| srebro                         | Stany Zjednoczone U-20 | 15     | +15        | 18             |
| brąz                           | Panama U-20            | 10     | +5         | 10             |
| brąz                           | Kuba U-20              | 5      | -3         | 5              |
| Wyeliminowane w ćwierćfinałach |                        |        |            |                |
| 5.                             | Honduras U-20          | 8      | +6         | 12             |
| 6.                             | Kanada U-20            | 7      | +1         | 6              |
| 7.                             | Kostaryka U-20         | 4      | +1         | 5              |
| 8.                             | Gwatemala U-20         | 3      | -1         | 6              |
| Wyeliminowane w fazie grupowej |                        |        |            |                |
| 9.                             | Salwador U-20          | 3      | -3         | 3              |
| 10.                            | Dominikana U-20        | 0      | -5         | 2              |
| 11.                            | Haiti U-20             | 0      | -10        | 2              |
| 12.                            | Jamajka U-20           | 0      | -15        | 0              |

## Drużyny zakwalifikowane do Mistrzostw Świata U-20
W turnieju Mistrzostw Świata U-20 2025 w Chile wezmą udział:
| Drużyna                | Sposób kwalifikacji    | Data kwalifikacji | Ostatni występ | Najlepszy wynik     |
| ---------------------- | ---------------------- | ----------------- | -------------- | ------------------- |
| Stany Zjednoczone U-20 | Zwycięzca ćwierćfinału | 31 lipca 2024     | 2023           | IV miejsce (1989)   |
| Panama U-20            | Zwycięzca ćwierćfinału | 31 lipca 2024     | 2019           | 1/8 finału (2019)   |
| Meksyk U-20            | Zwycięzca ćwierćfinału | 1 sierpnia 2024   | 2019           | II miejsce (1977)   |
| Kuba U-20              | Zwycięzca ćwierćfinału | 1 sierpnia 2024   | 2013           | Faza grupowa (2013) |